# Austenit

Biểu đồ pha sắt-cacbon, chỉ ra các điều kiện mà theo đó austenit (γ) là ổn định trong thép cacbon.

Các thù hình của sắt - sắt alpha và sắt gamma.

Austenit hay còn gọi là sắt gamma, sắt pha gamma (γ-Fe), là một thù hình kim loại không từ tính hay một dung dịch rắn của sắt, với một nguyên tố tạo hợp kim. Trong thép cacbon thường, austenit tồn tại trên nhiệt độ cùng tích tới hạn là 1000 K (727 °C, 1.341 °F); các hợp kim khác của thép có các nhiệt độ cùng tích khác nhau. Thù hình austenit này tồn tại ở nhiệt độ phòng trong thép không gỉ. Nó được đặt theo tên của William Chandler Roberts-Austen (1843–1902).

## Thù hình của sắt
Từ 912 đến 1.394 °C (1.674 đến 2.541 °F) sắt alpha (α-Fe) trải qua một chuyển tiếp pha từ cấu hình lập phương tâm khối (BCC) sang cấu hình lập phương tâm mặt (FCC) của sắt gamma, cũng gọi là austenit. Nó vẫn mềm và dẻo tương tự nhưng có thể hòa tan một lượng đáng kể hơn cacbon (tới 2,03-2,14% theo khối lượng ở 1.146 đến 1.147 °C (2.095 đến 2.097 °F)). Dạng gamma này của sắt có mặt trong loại thép không gỉ được sử dụng phổ biến nhất để chế tạo các trang thiết bị bệnh viện và dịch vụ thực phẩm.

## Austenit hóa
Austenit hóa nghĩa là nung nóng sắt, kim loại gốc sắt hay thép tới nhiệt độ mà tại đó nó thay đổi cấu trúc tinh thể từ ferrit sang austenit. Cấu trúc mở hơn của austenit sau đó có thể hấp thụ cacbon từ carbide sắt trong thép cacbon. Quá trình austenit hóa khởi động không hoàn hảo có thể để lại carbide không hòa tan trong chất nền.
Đối với một số loại sắt, kim loại gốc sắt, thép thì sự hiện diện của carbide có thể xảy ra trong bước austenit hóa. Thuật ngữ sử dụng phổ biến cho điều này là austenit hóa hai pha.

## Ram austenit
Ram austenit là quá trình làm cứng được sử dụng đối với kim loại gốc sắt để tạo ra các tính chất cơ học tốt hơn. Kim loại được nung nóng tới nhiệt độ trong khu vực austenit của biểu đồ pha sắt-cementit và sau đó được tôi trong bể muối hay môi trường lấy nhiệt khác có nhiệt độ trong khoảng 300–375 °C (572–707 °F). Kim loại sau đó được ủ ở khoảng nhiệt độ này cho đến khi austenit chuyển thành bainit hoặc ausferrit (ferrit bainit + austenit cao cacbon).
Bằng cách thay đổi nhiệt độ austenit hóa, quá trình ram austenit có thể sinh ra các vi cấu trúc khác biệt và được mong đợi. Nhiệt độ austenit hóa cao hơn có thể tạo ra hàm lượng cacbon cao hơn trong austenit, trong khi nhiệt độ austenit hóa thấp hơn thì tạo ra sự phân bổ đồng đều hơn của cấu trúc ram austenit. Hàm lượng cacbon trong austenit là hàm số của thời gian ram austenit cũng đã được thiết lập.

## Trạng thái trong thép cacbon thường
Khi austenit nguội đi, cacbon khuếch tán ra khỏi austenit và tạo thành carbide sắt giàu cacbon (cementit) và để lại sau nó là ferrit nghèo cacbon. Phụ thuộc vào thành phần hợp kim, một dạng tạo lớp của ferrit và cementit, gọi là pearlit, có thể được tạo ra. Nếu tốc độ làm nguội rất cao thì cacbon không có đủ thời gian để khuếch tán và hợp kim có thể trải qua một biến dạng mạng tinh thể lớn gọi là biến đổi martensit trong đó nó biến đổi thành martensit, một cấu trúc bốn phương tâm khối (BCT). Đây là một trường hợp rất quan trọng, vì cacbon không có thời gian để khuếch tán do tốc độ làm nguội cao, kết quả là cacbon bị mắc kẹt và tạo thành martensit cứng. Tốc độ làm nguội xác định tỷ lệ tương đối của martensit, ferrit và cementit, và vì thế xác định các tính chất cơ học của thép được tạo ra, chẳng hạn như độ cứng và độ bền kéo. Tốc độ làm nguội cao của các tiết diện dầy sẽ gây ra một đường dốc nhiệt dựng đứng trong vật liệu. Các lớp ngoài của vật liệu xử lý nhiệt sẽ nguội nhanh hơn và co nhiều hơn, làm cho nó phải chịu sức căng và lõm nhiệt. Ở các tốc độ làm nguội nhanh, vật liệu sẽ biến đổi từ austenit sang martensit cứng hơn và sẽ sinh ra các vết nứt ở các mức sức căng thấp hơn. Thay đổi thể tích (martensit nhẹ hơn austenit)  cũng có thể sinh ra các ứng suất. Khác biệt về suất sức căng của phần trong và phần ngoài vật liệu cũng có thể làm cho các vết nứt phát triển ở phần ngoài, buộc phải sử dụng tốc độ tôi thấp hơn để tránh điều này. Bằng việc tạo hợp kim của thép với wolfram, sự khuếch tán cacbon được làm chậm lại và chuyển đổi thành thù hình BCT xảy ra ở nhiệt độ thấp hơn, vì thế mà tránh được hiện tượng nứt. Vật liệu như thế được cho là có độ thấm tôi tăng lên. Ram tiếp theo tôi sẽ biến đổi một số martensit giòn thành martensit ram. Nếu thép có độ thấm tôi thấp được tôi, một lượng đáng kể austenit sẽ được giữ lại trong vi cấu trúc, sinh ra thép với các ứng suất bên trong làm cho sản phẩm dễ bị đứt gãy đột ngột.

## Trạng thái trong gang đúc
Nung nóng gang trắng lên quá 727 °C (1.341 °F) sinh ra sự hình thành của austenit trong các tinh thể của cementit gốc. Quá trình austenit hóa này của gang trắng xảy ra trong cementit gốc ở ranh giới liên pha với ferrit. Khi các hạt austenit hình thành trong cementit, chúng xuất hiện dưới dạng các cụm dạng phiến hướng dọc theo bề mặt lớp cementit. Austenit được hình thành nhờ khuếch tán của các nguyên tử cacbon từ cementit sang ferrit.

## Ổn định hóa
Sự bổ sung một số nguyên tố tạo hợp kim, như mangan và niken, có thể ổn định cấu trúc austenit, làm dễ dàng xử lý nhiệt của thép hợp kim thấp. Trong trường hợp tột cùng của thép không gỉ austenit, hàm lượng hợp kim cao hơn làm cho cấu trúc này ổn định nay ở nhiệt độ phòng. Ngược lại, các nguyên tố như silic, molybden và crom có xu hướng làm mất ổn định austenit, nâng cao nhiệt độ eutectoid.
Austenit chỉ ổn định ở nhiệt độ trên 910 °C (1.670 °F) trong dạng kim loại dạng khối. Tuy nhiên, các kim loại chuyển tiếp fcc có thể phát triển trên lập phương tâm mặt (fcc) hoặc lập phương kim cương. Sự phát triển epitaxy của austenit trên mặt kim cương (100) là khả thi do sự phù hợp mạng gần và tính đối xứng của mặt kim cương (100) là fcc. Nhiều hơn một đơn lớp sắt gamma (γ-Fe) có thể phát triển do độ dày tới hạn cho đa lớp kéo căng là lớn hơn của đơn lớp. Độ dày tới hạn đã xác định là gần khớp với dự báo lý thuyết.

## Biến đổi austenit và điểm Curie
Trong nhiều hợp kim sắt từ, điểm Curie, nhiệt độ mà tại đó vật liệu từ mất từ tính, xảy ra ở nhiệt độ gần với nhiệt độ xảy ra biến đổi austenit. Trạng thái này được gán cho bản chất thuận từ của austenit, trong khi cả martensit và ferrit đều là sắt từ mạnh.

## Phát xạ nhiệt-quang
Trong xử lý nhiệt, thợ rèn gây ra các thay đổi pha trong hệ thống sắt-cacbon nhằm kiểm soát các tính chất cơ học của vật liệu, thường sử dụng các kỹ thuật ủ, tôi và ram. Trong ngữ cảnh này, màu của ánh sáng, hay "bức xạ vật đen", phát ra từ vật liệu đang gia công là chuẩn đánh giá nhiệt độ gần đúng. Nhiệt độ thường được đánh giá bằng cách theo dõi nhiệt độ màu của vật gia công, với chuyển tiếp từ đỏ anh đào sẫm sang đỏ cam (815 °C (1.499 °F) tới 871 °C (1.600 °F)), tương ứng với sự hình thành của austenit trong thép vừa và cao cacbon. Trong quang phổ, sự phát sáng này tăng độ chói khi nhiệt độ tăng lên, và khi có màu đỏ anh đào thì sự phát sáng gần cường độ thấp nhất của nó và có thể là không nhìn thấy được trong điều kiện ánh sáng môi trường xung quanh. Vì thế, những người thợ rèn thường austenit hóa thép trong điều kiện ít ánh sáng để giúp điều chỉnh chính xác màu sắc của sự phát sáng này.
Độ hòa tan tối đa của cacbon trong austenit là 2,03% ở 1.420 K (1.150 °C).